# Glenn Seton
Glenn Seton (ur. 5 maja 1965) – australijski kierowca wyścigowy. Dwukrotny mistrz serii V8 Supercars.

## Kariera
Praktycznie cała kariera Setona była związana z australijskimi wyścigami samochodów turystycznych (później znanymi pod nazwą V8 Supercars). Zadebiutował w niej już w wieku 19 lat, w zespole prowadzonym przez jego ojca - Barry'ego Setona, który również wcześniej był kierowcą wyścigowym (wygrał m.in. prestiżowy wyścig w Bathurst w 1965 roku).
W latach 1986–1988 startował w zespole Gibson Motor Sport, zdobywając w tym czasie tytuł wicemistrzowski. W 1989 przy pomocy swojego ojca założył własny zespół wyścigowy - Glenn Seton Racing, z którym uczestniczył w wyścigach przez kolejne 14 lat. Zdobył w tym czasie dwukrotnie tytuł mistrza serii i dwukrotnie tytuł wicemistrza, cały czas korzystając z samochodów marki Ford.
W 2001 jego zespół stracił wsparcie finansowe ze strony Forda i Seton nie był w stanie walczyć już o najwyższe miejsca. Z końcem sezonu 2002 zespół został sprzedany firmie Prodrive, która na jego bazie stworzyła Ford Performance Racing, a Glenn startował w jego barwach przez kolejne dwa lata.
Od 2006 startował już tylko w długodystansowych wyścigach w ramach serii V8 Supercars (do każdego samochodu zgłaszani są w nich po dwaj kierowcy), w tym w prestiżowym Bathurst 1000, którego jednak nigdy nie udało mu się wygrać. Dwukrotnie startował do niego z pole position (1994 i 1996), trzykrotnie kończył na drugim miejscu (1987, 2003 i 2004), a w 1995 był o krok o zwycięstwa - gdy znajdował się na prowadzeniu, na 9 okrążeń przed końcem wyścigu jego silnik odmówił posłuszeństwa.

## Starty w karierze
| Sezon | Seria                                                  | Zespół                  | Starty | PP | Zwyc. | Punkty | Pozycja |
| ----- | ------------------------------------------------------ | ----------------------- | ------ | -- | ----- | ------ | ------- |
| 1984  | Australian Touring Car Championship                    | Barry Seton             | 3      |    | 0     | 25     | 13.     |
| 1986  | Australian Touring Car Championship                    | Gibson Motor Sport      | 5      |    | 0     | 67     | 10.     |
| 1987  | Australian Touring Car Championship                    | Gibson Motor Sport      | 9      |    | 3     | 167    | 2.      |
| 1988  | Australian Touring Car Championship                    | Gibson Motor Sport      | 3      |    | 0     | 6      | 15.     |
| 1988  | Australian Drivers' Championship (Formuła 2 Australia) | Dave Thompson           | 2      |    | 1     | 30     | 14.     |
| 1989  | Australian Touring Car Championship                    | Glenn Seton Racing      | 6      |    | 0     | 28     | 7.      |
| 1990  | Australian Touring Car Championship                    | Glenn Seton Racing      | 8      |    | 0     | 37     | 7.      |
| 1990  | Australian Endurance Championship                      | Glenn Seton Racing      | 3      |    | 1     | 35     | 1.      |
| 1991  | Australian Touring Car Championship                    | Glenn Seton Racing      | 9      |    | 0     | 70     | 5.      |
| 1992  | Australian Touring Car Championship                    | Glenn Seton Racing      | 18     |    |       | 173    | 5.      |
| 1993  | Australian Touring Car Championship                    | Glenn Seton Racing      | 18     | 6  | 7     | 191    | 1.      |
| 1994  | Australian Touring Car Championship                    | Glenn Seton Racing      | 19     |    | 6     | 228    | 2.      |
| 1995  | Australian Touring Car Championship                    | Glenn Seton Racing      | 20     |    | 7     | 287    | 2.      |
| 1996  | Australian Touring Car Championship                    | Glenn Seton Racing      | 30     | 0  | 3     | 308    | 3.      |
| 1997  | Australian Touring Car Championship                    | Glenn Seton Racing      | 30     | 2  | 10    | 668    | 1.      |
| 1998  | Australian Touring Car Championship                    | Glenn Seton Racing      | 29     | 0  | 1     | 676    | 6.      |
| 1999  | V8 Supercar Championship Series                        | Glenn Seton Racing      | 32     |    | 0     | 1656   | 4.      |
| 2000  | V8 Supercar Championship Series                        | Glenn Seton Racing      | 30     |    | 1     | 1133   | 5.      |
| 2001  | V8 Supercar Championship Series                        | Glenn Seton Racing      | 30     | 0  | 0     | 1800   | 16.     |
| 2002  | V8 Supercar Championship Series                        | Glenn Seton Racing      | 28     | 0  | 0     | 418    | 24.     |
| 2003  | V8 Supercar Championship Series                        | Ford Performance Racing | 22     | 0  | 0     | 1266   | 15.     |
| 2004  | V8 Supercar Championship Series                        | Ford Performance Racing | 25     | 0  | 0     | 1237   | 15.     |
| 2005  | V8 Supercar Championship Series                        | Dick Johnson Racing     | 30     | 0  | 0     | 1353   | 15.     |
| 2006  | V8 Supercar Championship Series                        | Stone Brothers Racing   | 2      | 0  | 0     | 300    | 35.     |
| 2007  | V8 Supercar Championship Series                        | Holden Racing Team      | 2      | 0  | 0     | 30     | 39.     |
| 2008  | V8 Supercar Championship Series                        | Holden Racing Team      | 3      | 0  | 0     | 118    | 52.     |
| 2009  | Australian Mini Challenge                              | BMW Group Australia     |        |    |       | 162    | 15.     |
| 2010  | Australian Mini Challenge                              | Kickass Racing          | 12     | 1  | 3     | 441    | 6.      |
| 2010  | V8 Supercar Championship Series                        | Kelly Racing            | 3      | 0  | 0     | 113    | 61.     |
| 2011  | Touring Car Masters                                    | Speed FX Racing         | 9      | 1  | 1     | 576    | 11.     |